# Wald Herman
Wald Herman (Kolozsvár, 1906. július 7. – Johannesburg, 1970. július 4.) magyar zsidó származású dél-afrikai szobrász.

## Életpályája
Ortodox zsidó családban született, apja Wald Jakab, rabbi volt, anyja pedig Glasner Mózes rabbi leánya. Apja nem nézte jó szemmel fia művészi érdeklődését, ezért titokban foglalkozott faragással. Amikor megmutatta apjának Herzl Tivadarról készített jól sikerült szobrát, apja annyira meghatódott, hogy többé nem akadályozta fia művészi fejlődését. 1928-ban elvégezte a budapesti képzőművészeti akadémiát, és utána Bécsben, majd Berlinben folytatta tanulmányait. 
A fasizmus előretörésekor előbb Párizsban, majd Londonban élt, ahol szobrászatot tanított. Testvére, Wald Márk rabbi hívására 1937-ben Dél-Afrikába költözött. Johannesburgban telepedett le, ahol stúdiót alapított. 1942-ben megnősült, feleségül vette Vera Rosenbaumt, akitől három gyereke született (Michael, Pamela, Louis).
A második világháborúban a hadseregben szolgált, A háború után 1952-ben féléves „tengerentúli” körúton vett részt, meglátogatva Izraelt, Rómát, Párizst, Londont és New Yorkot, ahol kiállítása is volt.
A holokauszt megrendítő élménye több alkotására rányomta bélyegét. Dél-Afrika több városát monumentális szobrai díszítik.

## Művészete
Több mint 400 szobrot készített. Ezek közül kiemelkednek:
- Kria, Sandringham, 1949
- Memorial of the Six Million (Hatmillió zsidó emlékműve), Johannesburg, 1956
- Diamond Diggers, Johannesburg, 1960
- Man and his Soul (Az ember lelke)
- The Unknown Miner (Az ismeretlen bányász)
- Impala Fountain